# Rob Rasmussen
Robert Paul Rasmussen (né le 2 avril 1989 à Pasadena, Californie, États-Unis) est un lanceur gaucher des Ligues majeures de baseball sous contrat avec les Angels de Los Angeles.

## Carrière
Après avoir été repêché par les Dodgers de Los Angeles au 27e tour de sélection en 2007, Rob Rasmussen rejoint les Bruins de l'université de Californie à Los Angeles et devient en 2010 le choix de deuxième ronde des Marlins de la Floride. Après avoir entrepris sa carrière professionnelle en ligues mineures dans l'organisation des Marlins en 2010 et y avoir joué presque 3 saisons, Rasmussen est impliqué dans plusieurs transactions avant d'atteindre le baseball majeur.
Le 4 juillet 2012, il passe aux Astros de Houston en même temps que celle du troisième but Matt Dominguez le 4 juillet 2012, dans un échange qui envoie en Floride le voltigeur devenu joueur de premier but Carlos Lee. Le 19 décembre suivant, les Astros le transfèrent aux Dodgers de Los Angeles contre le lanceur droitier John Ely. Après une saison entière en ligue mineure partagée entre les Lookouts de Chattanooga, le club-école Double-A des Dodgers, et les Isotopes d'Albuquerque, leur club-école Triple-A, Rasmussen passe le 31 août 2013 aux Phillies de Philadelphie en échange du vétéran joueur de champ intérieur Michael Young. Enfin, le 3 décembre 2013, Philadelphie cède Rasmussen et le receveur Erik Kratz aux Blue Jays de Toronto pour le lanceur droitier Brad Lincoln.
Rob Rasmussen fait ses débuts dans les majeures comme lanceur de relève pour Toronto le 20 mai 2014 en retirant le joueur étoile David Ortiz, seul frappeur qu'il affronte dans une victoire des Blue Jays sur les Red Sox de Boston.
Il partage la saison 2015 entre Toronto et Seattle. Le 31 juillet 2015, les Blue Jays l'envoient aux Mariners de Seattle avec deux joueurs de ligues mineures dans la transaction qui leur permet d'acquérir le releveur gaucher Mark Lowe.
Rasmussen est réclamé au ballottage par les Angels de Los Angeles le 23 décembre 2015.